# ノラ (小惑星)
ノラ (783 Nora) は、小惑星帯に位置する小惑星である。1914年5月18日、ヨハン・パリサが発見した。
ヘンリック・イプセンの戯曲『人形の家』のヒロインにちなんで命名された。